# Ixion, roi des Lapithes, trompé par Junon qu'il voulait séduire
Ixion, roi des Lapithes, trompé par Junon qu'il voulait séduire est un tableau du peintre flamand Pierre Paul Rubens, réalisé vers 1615. Il est entré au département des Peintures du musée du Louvre par le legs du baron Basile de Schlichting en 1914.

## Historique
Ixion, roi des Lapithes, trompé par Junon qu'il voulait séduire, peint par Pierre Paul Rubens, représente sur sa partie gauche, Ixion avec la fausse Junon envoyée par Jupiter pour se venger du séducteur. Sur la partie droite, la vraie Junon, accompagnée de son animal emblématique, le paon, se dirige vers son époux Jupiter. Le tableau est décrit comme une « allégorie sur la vanité et la tromperie d'un amour purement sensuel qui ne peut que décevoir ». Cette œuvre a été réalisée vers 1615, dans le style décrit comme lourd, sculptural et post-maniériste de Rubens à son retour d'Italie, fin 1608.
Le tableau est haut de 175 centimètres et large de 245 centimètres. Il entre au département des Peintures du musée du Louvre en 1914 par le legs du baron Basile de Schlichting. Il provenait de l'ancienne collection du duc de Westminster, au XIXe siècle.

## Expositions
Ixion, roi des Lapithes, trompé par Junon qu'il voulait séduire est exposé en 2013 et en 2014 dans La Galerie du temps, une des expositions du Louvre-Lens,.